# Klaus Berger (Theologe)

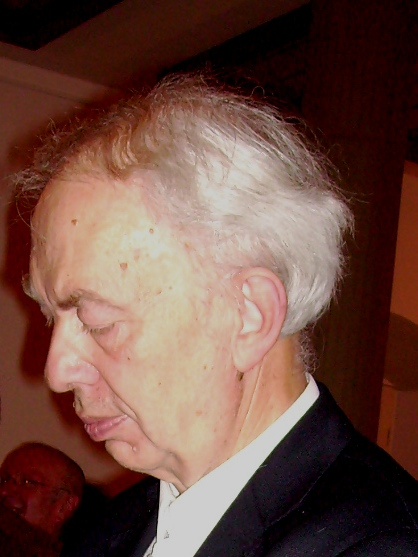
Klaus Berger (2009)

Klaus Berger (* 25. November 1940 in Hildesheim; † 8. Juni 2020 in Heidelberg) war ein – ursprünglich katholischer, später evangelischer – deutscher Theologe. Er war Professor für Neutestamentliche Theologie an der Theologischen Fakultät der Universität Heidelberg. Als einer der führenden Neutestamentler publizierte er neben vielen Monographien und Fachaufsätzen auch zahlreiche Beiträge für die Frankfurter Allgemeine Zeitung. Sein 2004 erschienenes Buch Jesus wurde zu einem Bestseller. 
Zusammen mit der Übersetzungswissenschaftlerin Christiane Nord veröffentlichte Berger 1999 Das Neue Testament und frühchristliche Schriften: Vollständige Sammlung aller ältesten Schriften des Urchristentums. Wissenschaftlich zwar umstritten, wird dieses Werk doch wegen seiner Sammlung aller verfügbaren, dem Kanon nicht zugehörigen Schriften bis 200 n. Chr., und seiner Übersetzungsleistung (aufgrund der sog. „modernen ‚funktionalen‘ Übersetzungstheorie“) akzeptiert.
Für Aufregung sorgte er kurz vor seiner Emeritierung mit der Aussage, nie aus der römisch-katholischen Kirche ausgetreten und immer Katholik gewesen zu sein.

## Leben
Klaus Berger wurde 1940 als Sohn des Apothekers Rudolf Berger, eines engagierten Katholiken, in Hildesheim geboren. Bergers Mutter stammte aus Nürnberg und war evangelisch. Nachdem er am humanistischen Ratsgymnasium Goslar sein Abitur gemacht hatte, studierte Berger ab 1960 in München, Berlin und Hamburg katholische Theologie und Philosophie sowie christlich-orientalische Sprachen (Aramäisch, Syrisch, Äthiopisch, Arabisch). 1965 legte er in München das Fakultätsexamen in Theologie ab und wurde 1967 im Fach Neues Testament promoviert. Einige Stellen seiner Dissertation wurden als häretisch gesehen, weshalb er kein katholischer Priester mehr werden konnte. 1971 habilitierte er sich im Fach Neues Testament an der evangelischen Theologischen Fakultät Hamburg. Ab 1968 war er Stipendiat der Deutschen Forschungsgemeinschaft, ab 1970 Dozent für Neues Testament und altchristliche Literatur an der Rijksuniversität Leiden.
Von 1974 bis zu seiner Emeritierung 2006 lehrte er als Professor für Neues Testament an der evangelischen Theologischen Fakultät der Universität Heidelberg. Für die Konrad-Adenauer-Stiftung war er 25 Jahre als Vertrauensdozent für den Bereich Theologie tätig. Seit 2005 war Berger Familiar des Zisterzienserordens. Seit 2010 lehrte er am Hausstudium der Abtei Mariawald.
Berger hatte zwei Kinder aus seiner ersten Ehe mit Christa Berger. Er war in zweiter Ehe mit der Übersetzungswissenschaftlerin Christiane Nord verheiratet. Am 8. Juni 2020 starb er in Heidelberg.

## Lehre und Forschung

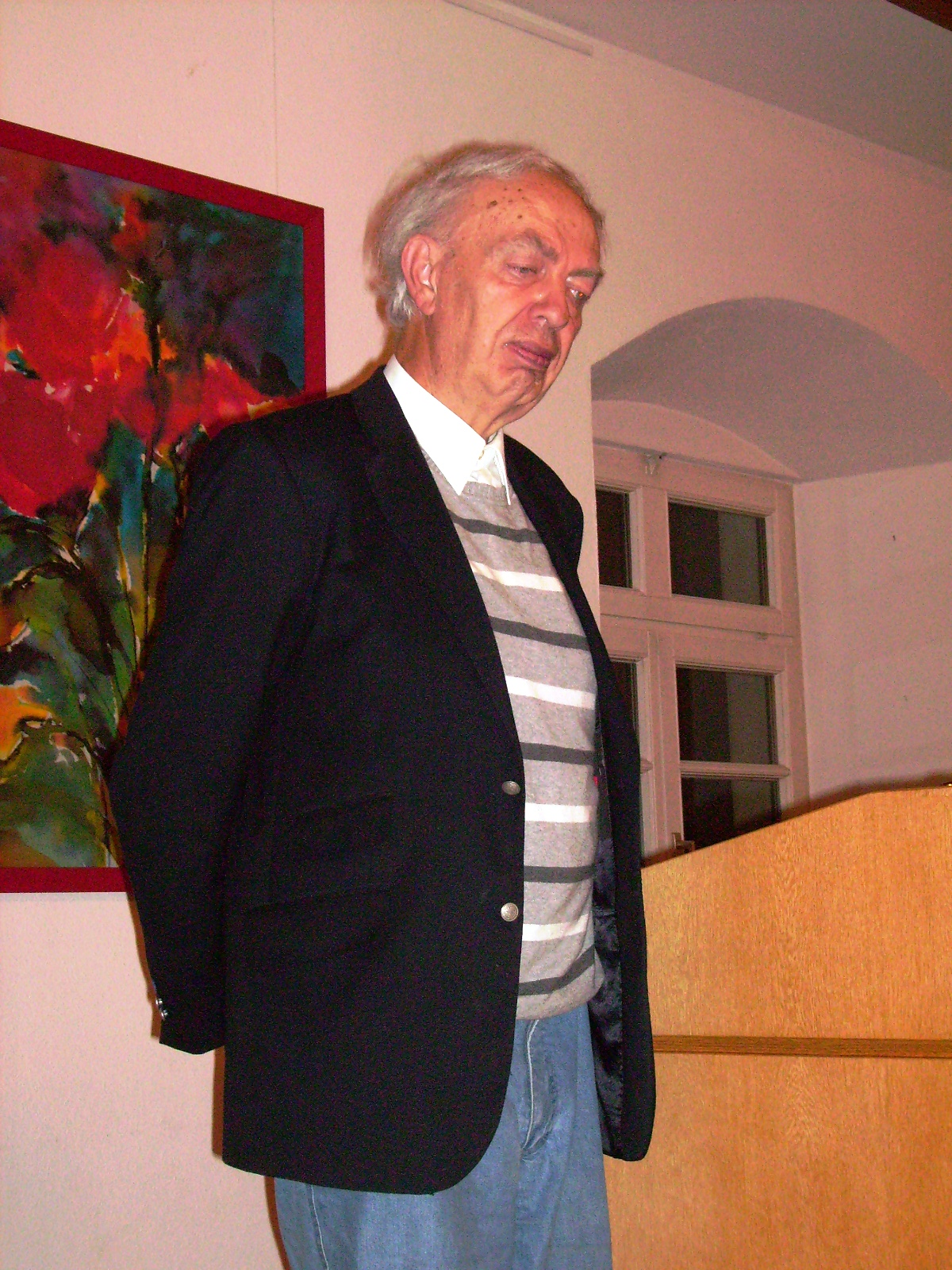
Klaus Berger

Berger schrieb zusammen mit dem Alttestamentler Horst Dietrich Preuß eine Bibelkunde, die immer wieder aufgelegt wird. Anstöße Bergers befruchteten teilweise auch die theologischen Nachbardisziplinen. Als Kenner der frühjüdischen und pagan-hellenistischen Vergleichstexte zum Neuen Testament gelang es Berger, immer wieder neue Forschungsimpulse zu setzen. Besonders in den 1970er und 1980er Jahren war Berger einer der führenden interdisziplinär arbeitenden Theologen in Deutschland. Bergers Veröffentlichungen sind zahlreich; Schwerpunkte sind seine Beiträge zur exegetischen Methodologie, zur religionsgeschichtlichen Forschung, zur Formgeschichte, zur Hermeneutik, zur Apokalyptikforschung und zur Theologiegeschichte des Neuen Testaments. Auch zur Bewertung von Textgruppen wie den Qumrantexten und den Texten der Gnosis, wie sie aus den Kirchenvätern und den Funden von Nag Hammadi bekannt sind, hat Berger neue Anregungen gegeben.

### Methodenlehre
1. Berger forderte eine grundlegende Neuorientierung der Exegese an neueren Erkenntnissen der Sprachwissenschaft. Innerhalb der Textinterpretation erhält die vergleichende Untersuchung von Wortfeldern einen hohen Rang. Berger entwickelt Grundlagen einer Exegese, die den Aussagen der Texte mit einer Vielzahl von Methoden kontrolliert nahezukommen sucht.
2. Mit seinem kurzen Aufsatz „Die impliziten Gegner. Zur Methode des Erschließens von Gegnern in neutestamentlichen Texten“, den er 1980 in einer Festschrift für Günther Bornkamm veröffentlichte, setzte Berger einen methodologischen und theologiegeschichtlichen Meilenstein. Man müsse viel kritischer gegenüber den „Ketzerpolemiken“ aus Neuem Testament und Frühchristentum sein. Aus dem Vorhandensein einer „Reizvokabel“, die einer frühchristlichen Irrlehre zugeordnet würde, sei nicht sicher darauf zu schließen, dass in diesem Text diese „Irrlehre“ auch tatsächlich angesprochen werde. In der Regel erwiesen sich die „impliziten Gegner“ vielmehr als ernstzunehmende frühchristliche Diskussionspartner.
3. Deutlich kritisierte Berger auch die Suche nach der „ipsissima vox“ Jesu und die Kriterien für „echte Jesusworte“, wie er seit 1997 („Im Anfang war Johannes“) mehrfach formulierte. Damit lehnte Berger das Ansinnen ab, mit geeigneten Kriterien dem „historischen Jesus“ auf die Spur zu kommen. Seiner Auffassung nach sagen die meisten Kriterien mehr über diejenigen, die sie aufstellen, als über Jesus. Das Ergebnis sei zwangsläufig eine Jesusgestalt, die zur jeweiligen Forschungslandschaft „passe“. Dagegen favorisiert Berger das Bild eines offenen Mosaiks, in dem Jesus auch weiterhin nur in Annäherungen greifbar bleibt. Die Steine dieses Mosaiks seien dabei Aussagen des Neuen Testaments und der übrigen frühchristlichen Schriften über Jesus. Dabei habe jeder Mosaikstein seinen bleibenden Wert und sei nicht vorschnell als „spät“ zu diskreditieren. Sache des Forschers sei es herauszufinden, inwieweit und wo jeweils ein solches Mosaiksteinchen zum bisher ermittelten Jesusbild passt, bzw. wo es dazu zwingt, noch einmal neu zu denken.

### Formgeschichte
In seinen Veröffentlichungen zur Formgeschichte des Neuen Testaments grenzte sich Berger von den klassischen formgeschichtlichen Entwürfen von Rudolf Bultmann und Martin Dibelius ab. Sein Anliegen, das er in den älteren Entwürfen nicht wiederfindet, ist, mit Kategorien der antiken (hellenistischen) Rhetorik zu arbeiten und nicht mit modernen Konstrukten, und dabei nicht nur Ausschnitte des Neuen Testaments, sondern jeden Text des Neuen Testaments in den Blick zu nehmen.
Grundlegend war für Berger die Erkenntnis, dass Form und Inhalt nicht nach der alten Theorie liberaler Theologie zu trennen sind wie Schale und Kern. Denn auch die Form biete wichtige Signale zum Verstehen des Inhalts bzw. des Gehalts und sei daher ernstzunehmen. Anstößige Elemente eines Textes (z. B. die Wunder in den „Wundergeschichten“) sind daher nicht einfach als zeitbedingte Form zu betrachten, die gleichwohl einen von ihnen ablösbaren und heute neu kontextualisierbaren Inhalt transportieren. Gleichzeitig sei Formgeschichte nicht mehr wie in der Vergangenheit als Instrument für Literarkritik zu nutzen, da die Erkenntnis über die Form eines Textes noch nicht notwendigerweise etwas über die hinter dem Text liegende Überlieferungsgeschichte sage. Auch hält Berger die alte These, die ursprüngliche Form müsse immer „einfach“ sein und alle „unreinen“, vermeintlich „erweiterten“ Formen seien ein Zeichen für spätere Überarbeitungen, für wirklichkeitsfremd.

### Religionsgeschichte
1. Verbunden mit den Neuansätzen in der Formgeschichte und der Methodenlehre ist der hohe Rang, den Berger dem religionsgeschichtlichen Vergleich einräumt. Das von ihm zusammen mit dem Berliner Religionswissenschaftler Carsten Colpe zusammengestellte „Religionsgeschichtliche Textbuch zum Neuen Testament“ (1987) ist bis in die jüngste Vergangenheit das am häufigsten benutzte Instrument zum Auffinden relevanter religionsgeschichtlicher Vergleichstexte geblieben. Dies gilt, obwohl den Auswahlkriterien der Vorwurf der Undurchsichtigkeit gemacht worden ist.
2. Zu seinen bisherigen religionsgeschichtlichen Veröffentlichungen sind auch die Herausgabe von Qumran-Psalmen, einer frühjüdischen Weisheitsschrift, einer frühchristlichen Apokalypse, einer Konkordanz zweier frühjüdischer apokalyptischer Texte, einer Vielzahl apokrypher frühchristlicher Texte („Urchristentum“), von Gleichnissen in den großen Religionen, von Texten des arabischen Christentums usw. zu rechnen. Dazu kommt die bisher umfassendste Sammlung apokrypher Jesusworte. Bergers private Sammlung antiker Apokalypsen schließlich ist die mutmaßlich größte Apokalypsensammlung weltweit.[6]
3. Einer der wichtigsten Schritte zu einer Neuorientierung in der religionsgeschichtlichen Forschung gegenüber der älteren Religionsgeschichtlichen Schule liegt in einer neuen, methodisch kontrollierten Weise des Vergleichs. Ähnlichkeiten zwischen Schriften bedeuten nicht zwangsläufig direkte Abhängigkeiten. Eine wichtige, zunächst sehr umstrittene Neuorientierung stieß Berger mit seinem Artikel in der Theologischen Realenzyklopädie (TRE) zur Gnosis (Gnosis I) an (1983). Im Gegensatz zur älteren religionsgeschichtlichen Schule lehnt es Berger – wie vor ihm schon Carsten Colpe – ab, eine entwickelte Gnosis, Prägnosis oder auch nur einen „naiven Doketismus“ im Hintergrund der neutestamentlichen Schriften am Werke zu sehen. Da von einer entwickelten Gnosis erst ab der zweiten Hälfte des zweiten Jahrhunderts zu sprechen ist, scheint es Berger absurd und wiederum eher in den Biografien der jeweiligen Forscher begründet, einen „gnostischen Hintergrund“ positiv oder negativ für die Abfassung der neutestamentlichen Schriften anzunehmen.

### „Theologiegeschichte des Urchristentums“ statt „Theologie des NT“

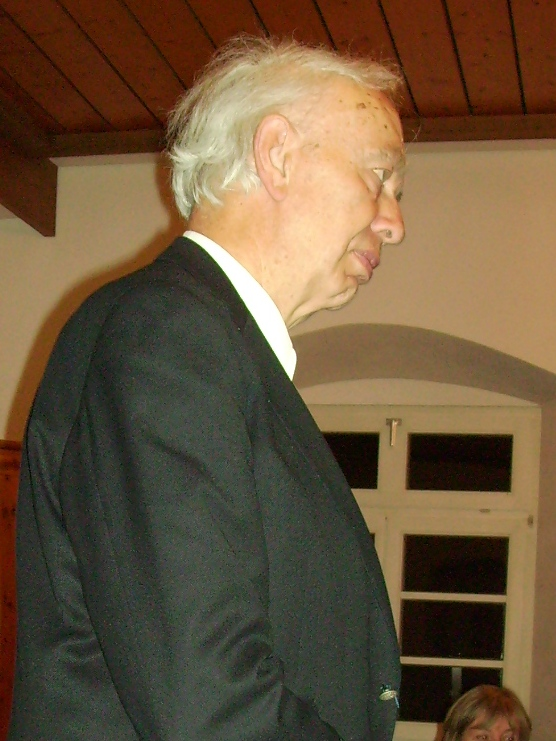
Klaus Berger

Berger schrieb keine „Theologie des Neuen Testaments“, sondern eine umfangreiche „Theologiegeschichte des Urchristentums“, denn er versteht die Entwicklung der christlichen Theologie an ihrem Anfang nicht als einen linearen oder dialektischen Prozess, sondern, wie es auch François Vouga gefordert hatte, als ein explosives, dynamisches Geschehen. Dabei nimmt Berger eine gewisse Unübersichtlichkeit in Kauf, die sich aus dieser Methode ergibt. Ausgehend von den größten theologischen Gemeinsamkeiten im NT, die eine Art „Stamm“ bilden, versucht er einen „Stammbaum“ der Theologien des Neuen Testaments zu entwerfen. Diese versucht er historisch und geographisch an den für uns heute erkennbaren „Hauptumschlagplätzen“ früher christlicher Theologie im Mittelmeerraum zu verankern.
Ein Aspekt dieser nicht-linearischen Betrachtung der urchristlichen Theologieentwicklung ist, dass Berger die Entstehung einiger Bücher des Neuen Testaments, die man generell für spät gehalten hatte, früher ansetzte, so das Johannesevangelium, die Johannesbriefe, die Offenbarung des Johannes oder auch den Jakobusbrief, die Petrusbriefe oder die Briefe an die Epheser und die Kolosser.
Wichtige Thesen der Theologiegeschichte Bergers sind:
1. Die alte Theorie, erst ab Ostern habe man Wundergeschichten über Jesus erzählt, ihn als Messias bezeichnet und in ihm den Erlöser gesehen, ist nicht zu halten.
2. Damit fällt auch die Annahme, das Messiasgeheimnis (William Wrede) der synoptischen Evangelien sei ein „Trick“ der Evangelisten, um deutlich zu machen, warum man vor Ostern von alledem nichts wusste.
3. Damit kann man nicht mehr automatisch vorösterliche Geschichten als spätere Gemeindeschöpfung interpretieren.
4. Die seit Albert Schweitzer gängige Theorie der Parusieverzögerung, wonach das Ausbleiben der für die allernächste Zukunft erwarteten Wiederkehr Christi zum treibenden Motor der frühchristlichen Theologieentwicklung geworden sei, entspricht nicht dem, was die Texte selbst hergeben. Die Wiederkunft Christi wurde zu allen Zeiten als nahe bevorstehend erwartet (Naherwartung).
5. Damit entfällt auch die Vorstellung einer mehr oder minder geradlinigen, dekadenten oder progressiven Entwicklung der Kirche und ihrer Theologie. Die Wirklichkeit ist komplizierter, als einlinige Entwicklungsmodelle suggerieren.

### Datierung der Schriften des NT
In seinem Kommentar zum Neuen Testament (2011) datierte Berger die einzelnen neutestamentlichen Schriften folgendermaßen:
„Matthäus zwischen 50 und 60 entstanden, Markus spätestens 45, Lukas spätestens 66, Johannes um 68/69, Apostelgeschichte etwa 66/67.
Römer frühestens 60 (an die Christen in Rom geschrieben, aber von Paulus selbst – mit Kap. 16 als Anhang – nach Ephesus „umgeleitet“), 1. und 2. Korinther um 50, Galater 50er Jahre, Epheser vor 63, Philipper (= Abschiedsbrief) um 65, Kolosser vielleicht 58, 1. und 2. Thessalonicher 50–52.
1. und 2. Timotheus und Titus: Mitte 50er Jahre (als Paulus in Ephesus war), Philemon vielleicht 61.
Hebräer um 54/55 (von einem aus Rom vertriebenen Judenchristen in Alexandrien geschrieben, an die Heidenchristen [!] in Rom), Jakobus um 55, 1. Petrus 50–55, 2. Petrus 50–52, 1. Johannes 55/56 (jedenfalls nicht später), 2. Johannes spätestens 50, 3. Johannes um 50, Judas 50–55; Offenbarung 68/69.“

### Forschungsgeschichte und ihre Kritik
Als Vorarbeiten für Bergers theologiegeschichtliche Arbeiten und als Begründung für seine Kritik an der Theologie Rudolf Bultmanns kann man seine forschungsgeschichtlichen Arbeiten betrachten, wie er sie in dem Buch „Exegese und Philosophie“ und einer Vielzahl von Aufsätzen vorgelegt hat. Hier vertritt Berger die Auffassung, dass ein Großteil der Annahmen über die Entwicklungen und Zusammenhänge neutestamentlicher Theologie mehr über die jeweiligen Forscher und ihre Verhaftung in der jeweils herrschenden rationalistischen, idealistischen oder romantischen Philosophie aussagen als über die Texte selbst.

### Exegese und ihre Anwendbarkeit; neue Methoden im Wettstreit
Für Berger als einen radikalen, kritischen Historisten stellte sich schon seit seinem Beginn in Heidelberg, offensichtlich durch studentische Nachfragen veranlasst, die Frage nach der Wirklichkeitsrelevanz der Schriften, die zudem gerade durch die Arbeit Berger immer fremder erschienen.
In der damaligen Heidelberger Fakultät gab es eine Reihe von Kollegen, die mit ähnlichen Problemen befasst waren. Rolf Rendtorff stellte die Auflösung der alttestamentlichen Texte in ihre vermeintlich ermittelbaren Einzelteile – und damit das weithin unkritisch eingesetzte Instrument der Literarkritik – in Frage. In mancher Hinsicht suchte er ähnlich wie Berger den Text stärker aus sich selbst zu verstehen als durch die Annahme hypothetischer Vorstufen. Der Heidelberger Systematiker Dietrich Ritschl stellte die hermeneutische Frage der Fremdheit christlicher Vorstellungen, so wie auch Berger sie bei seiner Forschung beobachtete: Das neutestamentliche Christentum erscheint immer fremder und überhaupt nicht mit unserer Lebenswirklichkeit vermittelbar.
Der Heidelberger Kollege Gerd Theißen, Bergers langjähriger Antipode in der neutestamentlichen Sozietät, stellte einerseits die Frage nach sozialgeschichtlicher Lebenswirklichkeit der frühen Christen und konnte über die von ihm angewandten Theorien der Soziologie Vergleichbarkeit vieler neutestamentlicher [Texte?] für die Gegenwart zeigen. In seinen Untersuchungen zur Psychologie paulinischer und anderer neutestamentlicher Texte versuchte Theißen darüber hinaus auch die Psychologie als Mittel der Interpretation der alten Texte einzusetzen.
Berger hat in diesen Debatten jeweils Stellung bezogen. Im Gegensatz zu Theißen, der Bultmannschule, Uta Ranke-Heinemann, Eugen Drewermann und vielen anderen lehnte er es als kritischer Historiker ab, von Forschungs- und Erfahrungsmodellen der Gegenwart auf die Vergangenheit zu schließen. „Anthropologische Grundkonstanten“, wie Sigmund Freud sie annahm, sieht Berger als ideologisches Konstrukt des 19. bzw. 20. Jahrhunderts an.
Als Ergebnis schrieb Berger nicht nur eine eigene „Historische Psychologie des Neuen Testaments“ (3. Aufl. 1995), sondern entwarf vor allem eine neue „Hermeneutik des Neuen Testaments“ (1988/1999). In der Neuausgabe von 1999 kritisiert er durchaus scharf die liberale Ideologie, die er in der Hermeneutik seines Kollegen Ritschl am Werke sieht.

### Eine neue Hermeneutik
Grundlegend für Bergers eigene Hermeneutik sind folgende Aspekte:
- Die Erfahrung der Fremdheit der biblischen Texte als Zeugnisse einer uns fremden, zeitlich und geografisch fernen Kultur wird nicht durch „Horizontverschmelzungen“, wie man sonst im Gefolge Gadamers (vgl. z. B. Hans Weder) versuchte, „glattgeredet“. Stattdessen wird die Fremdheit von Texten und Personen als entscheidender kritischer Anstoß genutzt, um die Erfahrungen und Kategorien unseres gegenwärtigen Erlebens in Frage zu stellen.
- Es wird unterschieden zwischen Exegese und Applikation. Nicht jede Erkenntnis der Exegese lässt sich auch „anwenden“. Manches bleibt eben tote Papierwissenschaft ohne direkten Ertrag für den Glauben heutiger Christen. Und mancher biblische Text hat uns nicht direkt etwas zu sagen. Orientierung an der Bibel heißt eben nicht, dass jedes beliebige Wort der Bibel wegweisend für die Gegenwart ist. Wichtig ist zudem, dass die „Anwendung“ neutestamentlicher Texte zwar in der Regel eine gründliche, eigenständige exegetische Arbeit voraussetzt, aber grundsätzlich ein zusätzlicher, eigenständiger, anspruchsvoller Schritt ist, den die Theologie der Gegenwart zu leisten hat.
- Wichtig sind dabei die Kriterien der Applikation, die Berger nicht einfach dem Text entnimmt. Hier lässt Berger sich vielfach anregen von den Erfahrungen der Befreiungstheologie Südamerikas. Auf einen Nenner gebracht geht es um die Frage, auf welche Weise ein biblischer Text hilfreich, klärend, ermutigend, provozierend, anregend, heilend, also in jedem Fall erfahrungswirksam eingesetzt werden kann.

### Provokative Thesen
Berger wirkte immer wieder als Provokateur. Seiner Ansicht, Jesus habe weder den Alten Bund noch das Mosaische Gesetz abschaffen wollen, die er in seiner Dissertation 1966 äußerte, wurde von der Fakultät der Vorwurf gemacht, sie widerspreche der Lehre der katholischen Kirche. Deshalb gab Berger seine Absicht, Priester zu werden, auf. Seine damals noch häretisch geltenden Auffassungen fanden jedoch später Eingang in den katholischen Weltkatechismus. Die Evangelische Kirche, die ihn in Hamburg aufgenommen hatte, versetzte Berger mit seiner Habilitationsschrift durch die breit belegte These in Aufruhr, die Auferstehung Jesu sei als Theologumenon keineswegs so einzigartig, wie es sich der besonders durch die dialektische Nachkriegstheologie geprägten evangelischen Kirche darstellte. Später richteten sich seine Neuansätze in der exegetischen und formgeschichtlichen Methodik sowie seine forschungsgeschichtliche Kritik besonders gegen die mächtige Bultmannschule innerhalb der neutestamentlichen Wissenschaft. Aber auch sozialistische, idealistische, liberale oder evangelikale Anschauungen wurden von Berger immer wieder scharf kritisiert und brachten ihm entsprechende wissenschaftliche Gegnerschaften ein.

### Qumranstreit
Als Anfang der 1990er Jahre, knapp 40 Jahre nach Entdeckung der Schriften von Qumran, noch längst nicht alle Schriften ediert oder auch nur für andere Forscher zugänglich waren, gehörte Berger zu den Wissenschaftlern, die selbst im Rahmen von Editionsprojekten (Jubiläenbuch) mehrfach erfolglos versucht hatten, bestimmte Qumran-Texte einzusehen. Berger ging als einer von wenigen Neutestamentlern in die Offensive und stellte die Lage aus Sicht des Religionswissenschaftlers und Theologen dar.

### Auseinandersetzung mit Gerd Lüdemann
Als Ende der 1990er Jahre der Göttinger Neutestamentler Gerd Lüdemann mit Thesen zur Auferstehung Jesu hervortrat, nach denen es sich nur um Auferstehungs-Visionen gehandelt haben könne, die als Ausdruck kollektiver Trauerbewältigung im Jüngerkreis zu werten seien, gehörte Berger zu den Fachexegeten, die eine klare Gegenposition einnahmen und sich dem Programm der Entmythologisierung, das Rudolf Bultmann propagiert hatte, verweigerten. In der Auseinandersetzung mit Lüdemann stellte Berger sich den Fragen nach der Wirklichkeit biblisch geschilderter mystischer Vorgänge (Wundern, Engeln, Gebet, der Auferstehung usw.) neu.

### Interdisziplinäre Impulse
Neben der Forschungs- und Lehrtätigkeit in seiner angestammten Teildisziplin finden sich bei Berger auch interdisziplinäre Impulse für andere theologische Teildisziplinen, insbesondere für Fundamentaltheologie, Ekklesiologie und Theologische Ethik. So stellt er etwa die klassische, in der gegenwärtigen Theologie ohnehin umstrittene Theorie der notwendigen Satisfaktion (Anselm von Canterbury) für die Ursünde in Frage (damit hängt auch die Frage, ob Jesus am Kreuz sterben musste, zusammen). Weiter bietet er Anstöße, verständlich und einfach das biblische und altkirchliche, trinitarische Gottesbild zu beschreiben und von den biblischen Texten her zu entwickeln. Dies umfasst auch Antwortversuche zur Theodizeefrage vom Neuen Testament her.
Berger hält die protestantische Ekklesiologie für unterentwickelt. Man könne nicht alles von der Rechtfertigungslehre ableiten. Zu einer Kirche gehöre mehr als nur die reine Verkündigung und die rechte Verwaltung der Sakramente. Das würden extreme Sekten schließlich auch von sich behaupten. Eine Lehre von der Kirche müsse auch die tatsächlichen Strukturen in den Blick nehmen. Berger tritt für eine Ökumene ein, die nicht den kleinsten gemeinsamen Nenner sucht, sondern in gemeinsamem Gebet und Ringen echte Einheit möglich macht. Der Unterschied zwischen den Konfessionen ist dabei nach seiner Meinung leichter theologisch zu überbrücken als in der Mentalität der jeweiligen Kirchen.
Gegen die klassische – durch die Pflichtethik Immanuel Kants geprägte – katholische und evangelische Ethik betont Berger die Ästhetik von Ordnung und den Glanz von Schönheit. Berger führt solche grundlegenden Denkanstöße aber nicht weiter aus.

#### „Dritter Weg“ zwischen Liberalismus und Fundamentalismus
Im Rückblick auf seine Universitätstätigkeit sagte Berger, damals „hing in jedem der Dienstzimmer meiner Kollegen rechts vom Schreibtisch ein Bild von Rudolf Bultmann“.
Die Entmythologisierung des biblisch orientierten Glaubens sei nach Rudolf Bultmann fast Allgemeingut geworden. Führe man die Entmythologisierung allerdings konsequent durch, dann bleibe biblisch nicht viel übrig. Berger macht einen Vorschlag, wie man sich eine Wirklichkeit vorstellen kann, die durch mehr als nur kausal orientierte Rationalität aufgebaut wird. Im Haus der einen Wirklichkeit könne man sich vier untereinander verbundene Räume vorstellen: einen der Rationalität, einen der Emotionalität, einen der Kunst und Musik und schließlich einen der Religion. In jedem Raum gelten andere Spielregeln, alle sind aber gleich wirklich. Und alle vier Bereiche lassen sich rational beschreiben, wenngleich auch nicht auf einen rationalen Nenner bringen. Wunder stören demnach nicht unbedingt den Bereich des rational-logischen Denkens, wenn nur zugestanden wird, dass es Bereiche menschlicher Erfahrung gibt, die in ihrem Wesen nicht „vernünftig“ sind. (Darf man an Wunder glauben; sind die Berichte des Neuen Testaments wahr?) Damit ist es möglich, auch Texte wie die Verklärung Jesu wieder ernstzunehmen. (Wer war Jesus wirklich?) Berger nimmt mit dem Bild von dem Haus und den vier Räumen eine erkenntnistheoretische Verortung der Theologie vor, die eng mit seinem „direkten“ Zugang zu biblischen Texten zusammenhängt. Die Meditation „ohne philosophische Brille“ ist für ihn eine wichtige methodische Quelle für das wissenschaftliche Arbeiten.
Damit verknüpft Berger die Spiritualität des betrachtenden Gebets mit der theologischen Forschung. Das Gebet ist ein wichtiges Thema für Berger; er definiert es folgendermaßen:

„Jedes Gebet ist zunächst einmal Anerkennung Gottes und darin ein Stück Reparatur der Welt, in der die meisten Menschen gottvergessen dahinleben.“

Von seinen Fachkollegen fühlte Klaus Berger sich isoliert.

#### Rückgewinnung der neutestamentlichen Exegese für die Theologie
Die neutestamentliche Wissenschaft hatte in den letzten zwei Jahrhunderten eine auflösende Wirkung: Die Heilige Schrift bietet in keiner Weise mehr den „festen Grund“, auf den man sich theologisch gründen mag. Dieses Dilemma beantwortete die Theologie Karl Barths durch umso steilere dogmatische Vorgaben; der Durchmarsch der sogenannten Humanwissenschaften als Kategorienspender für die Theologie gibt sich dagegen ganz damit zufrieden, dass es beim Glauben und in der Theologie nur um den so beschreibbaren Menschen gehe.
Klaus Berger dagegen ging es darum, das Neue Testament als entscheidende Größe für die Entwicklung von Theologie neu zu entdecken. Theologie hat dabei vor allem auch lebenspraktischen Wert und Bezug.

### Editorentätigkeit: Reihen und Zeitschriften
Ab Beginn der 1990er Jahre gab Berger, zunächst mit anderen, 1999 bis 2011 allein und danach gemeinsam mit einigen seiner Schüler, die Reihe Texte und Arbeiten zum Neutestamentlichen Zeitalter (TANZ) heraus. 1998 startete er mit einer Gruppe seiner Schüler das Projekt einer eigenen Zeitschrift für Universität, Kirche und Schule. Die Zeitschrift für Neues Testament (ZNT) kommt zweimal jährlich heraus.

## Öffentliche Wirkung

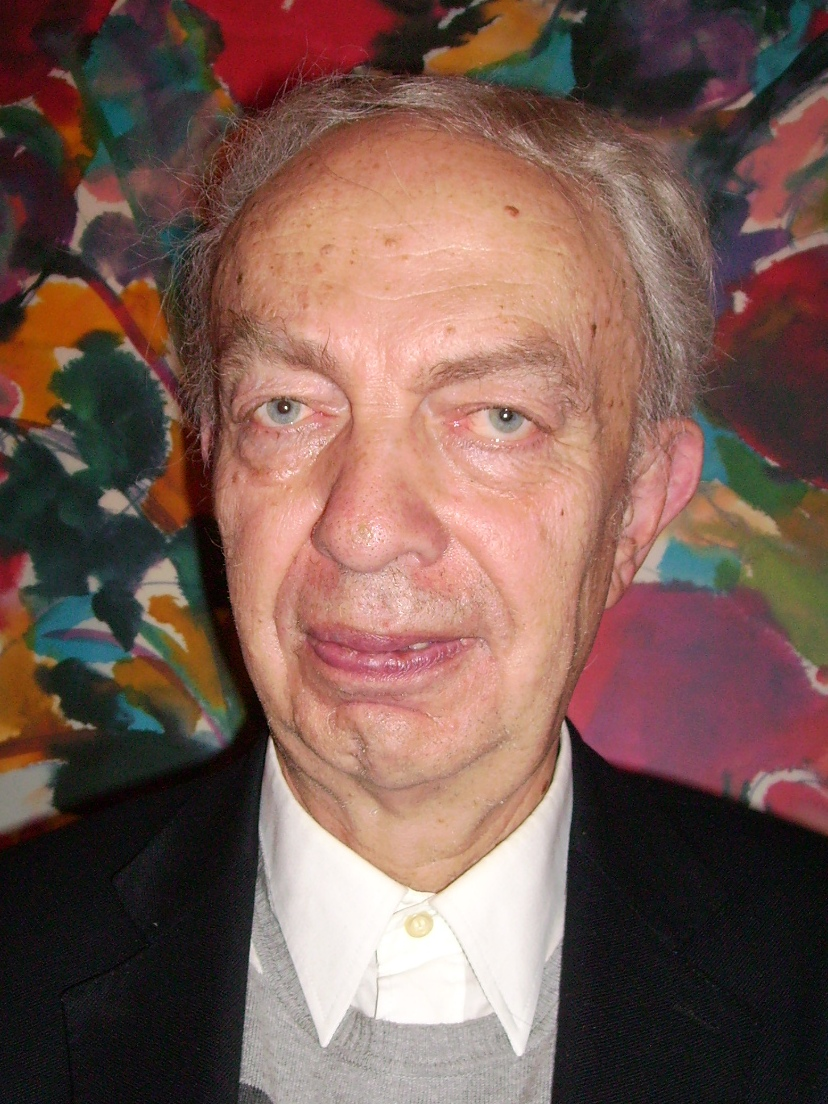
Klaus Berger

### Fernsehen und Zeitungen
Seit Mitte der 90er Jahre versuchte Berger verstärkt, seine früheren hermeneutischen Impulse sowohl auf verschiedene, zumeist ungeliebte biblische Inhalte anzuwenden als auch Begründungen für ein verantwortliches, kritisches und selbstkritisches Umgehen mit der Bibel zu liefern. So wurde er in der Öffentlichkeit immer mehr als einer der wenigen Theologen wahrgenommen, die aus der theologischen Forschung heraus neue Impulse für ein Leben als Christ geben. Er war ein gesuchter Gesprächspartner im Fernsehen, hielt viele Vorträge und schrieb regelmäßig für die Frankfurter Allgemeine Zeitung und die Tagespost. Mit seiner zweiten Frau Christiane Nord gab er eine Übersetzung des Neuen Testaments und der frühchristlichen Schriften heraus, die etwa die ersten beiden Jahrhunderte abdecken. Auf diese Weise machte er der Öffentlichkeit Texte zugänglich, die sonst nur von Kirchenkritikern in antikirchlicher Tendenz vorgeführt werden, so aber als wichtige Dokumente der frühchristlichen Glaubensentwicklung wahrgenommen werden können.

### Aufregung um die Konfessionszugehörigkeit
Die Hinwendung Bergers zur Frömmigkeit der Zisterzienser seit Mitte der 1990er Jahre kann als Vorbereitung einer Rückkehr zur katholischen Identität aufgefasst werden. Seinen konfessionellen Lebensweg beschreibt Klaus Berger in dem Buch Glaubensspaltung ist Gottesverrat und schlägt darin Wege zu der seiner Meinung nach dringend erforderlichen Beendigung der konfessionellen Trennung vor. Obwohl er katholisch getauft wurde, durfte Berger aufgrund eines inzwischen überholten Häresievorwurfs nicht römisch-katholischer Priester werden. Daher lebte und lehrte er zunächst in den Niederlanden, bis ihn die Universität Heidelberg aufnahm. Nach eigener Darstellung trat er aus der katholischen Kirche aber nie aus.
Robert Leicht, der Präsident der evangelischen Akademie in Berlin und ein früheres Ratsmitglied der Evangelischen Kirche in Deutschland, warf Berger in Artikeln für Die Zeit im Jahr 2005 vor, die Lehrtätigkeit in der Heidelberger Fakultät für Evangelische Theologie sei nur möglich geworden, weil er den Eindruck erweckt habe, zur evangelischen Konfession konvertiert zu sein. In Wahrheit sei er aber immer Katholik geblieben. Berger wehrte sich gegen den Vorwurf der Täuschung. Tatsächlich hatte er seit dem Aufenthalt in den Niederlanden die evangelische Kirchensteuer gezahlt. Darum meinte er, er habe sich juristisch als Mitglied der evangelischen Kirche und gleichzeitig als Katholik („Exilkatholik“) betrachten können. Zu seiner Entlastung legte er eine Bescheinigung für den Übertritt in die evangelisch-lutherische Kirche vom 6. November 1968 vor. Sowohl von katholischer als auch von evangelischer Seite gab es Stimmen, die sich für Berger einsetzten.
In einer vatikanischen Presseerklärung vom 8. November 2005 wurde die laut Presseberichten angeblich von Klaus Berger aufgestellte Behauptung als „falsch“ zurückgewiesen, „Kardinal Ratzinger, der nachmalige Papst“, habe „den Vorgang nach seiner formalen Seite“ genau gekannt und „keine Einwände erhoben“. Außerdem heißt es dort: „Es ist selbstverständlich, dass die Bestimmungen des katholischen Kirchenrechts, die eine gleichzeitige Zugehörigkeit zur katholischen Kirche und zu einer evangelischen Landeskirche nicht zulassen, ausnahmslos und daher auch im genannten Fall gelten. Von dieser Ordnung der Kirche kann auch nicht im Bußsakrament dispensiert werden.“ Am 7. November 2006 trat Klaus Berger aus der Evangelischen Landeskirche Baden förmlich aus und im zuständigen Bistum Hildesheim wieder in die katholische Kirche ein.
Klaus Berger wurde Familiar im Stift Heiligenkreuz, an dessen Hochschule Benedikt XVI. er wiederholt Vorträge hielt.

## Veröffentlichungen (Auszüge)
Eine ausführliche und annähernd vollständige Bibliographie bis ins Jahr 2001, die auch die wissenschaftlichen Aufsätze, Lexikonartikel und Rezensionen umfasst, veröffentlichte M. Sasse in der Festschrift für Klaus Berger Religionsgeschichte des Neuen Testaments. Tübingen 2001, S. 569–577.

### Allgemeinverständlich
(Quelle: Gütersloher Verlagshaus u. a.)
- Wer war Jesus wirklich? Gütersloher Verlagshaus, Gütersloh, ISBN 3-579-01448-X.
- Darf man an Wunder glauben? Gütersloher Verlagshaus, Gütersloh, ISBN 3-579-01450-1.
- Ist mit dem Tod alles aus? Gütersloher Verlagshaus, Gütersloh, ISBN 3-579-01451-X.
- Ist Christsein der einzige Weg? Gütersloher Verlagshaus, Gütersloh, ISBN 3-579-01453-6.
- Wozu ist der Teufel da? Gütersloher Verlagshaus, Gütersloh, ISBN 3-579-01454-4.
- Wie kommt das Ende der Welt? Gütersloher Verlagshaus, Gütersloh, ISBN 3-579-01455-2.
- Was ist biblische Spiritualität? Gütersloher Verlagshaus, Gütersloh, ISBN 3-579-01456-0.
- Kann man auch ohne Kirche glauben? Gütersloher Verlagshaus, Gütersloh, ISBN 3-579-01457-9.
- Was gibt uns die Kraft zum Leben? Ed. Quell, ISBN 3-579-03310-7.
- Wer bestimmt unser Leben? Ed. Quell, ISBN 3-579-03311-5.
- Wie kann Gott Leid und Katastrophen zulassen? ISBN 3-579-06419-3.
- Wozu ist Jesus am Kreuz gestorben? ISBN 3-579-06420-7.
- Sind die Berichte des Neuen Testaments wahr? Ein Weg zum Verstehen der Bibel. Christian Kaiser Verlag, München, ISBN 3-579-05193-8.
- Jesus. Pattloch, München 2004, ISBN 3-629-00812-7.
- Ist Gott Person? – Ein Weg zum Verstehen des christlichen Gottesbildes. Gütersloh 2004, ISBN 3-579-06402-9.
- Widerworte. Wieviel Modernisierung verträgt Religion? Insel-Verlag, Frankfurt am Main/Leipzig 2005, ISBN 3-458-17277-7.
- Von der Schönheit der Ethik. Insel-Verlag, Frankfurt am Main/Leipzig 2006, ISBN 3-458-17298-X.
- Glaubensspaltung ist Gottesverrat. Pattloch, München 2006, ISBN 3-629-02135-2.
- Zwischen Welt und Wüste. Worte christlicher Araber. Insel-Verlag, Frankfurt am Main/Leipzig 2006, ISBN 3-458-19275-1.
- Engel – Gottes stille Helfer. Himmlischer Beistand im Alltag. Herder, Freiburg/Br. 2006, ISBN 3-451-05678-X.
- Die Urchristen. Pattloch, München 2008, ISBN 978-3-629-02184-7.
- Zölibat – Eine theologische Begründung. Benno Verlag, Leipzig 2009, ISBN 978-3-7462-2689-7.
- Der Wundertäter. Die Wahrheit über Jesus. Herder, Freiburg i. Br. 2010, ISBN 978-3-451-33200-5.
- Priesterweihe auch für Frauen? Aschendorff, Münster 2012, ISBN 978-3-402-12949-4.
- Die Bibelfälscher. Wie wir um die Wahrheit betrogen werden. Pattloch, München 2013, ISBN 978-3-629-02185-4.
- Das Vaterunser. Mit Herz und Verstand beten. Herder, Freiburg i. Br. 2014, ISBN 978-3-451-33458-0.
- Was kommt nach dem Tod? Hochschul-Verlag in Günter Mainz Verlag, Aachen 2014, ISBN 978-3-8107-0202-9.
- Die Theologie als Abenteuer. Gespräche mit Veit Neumann. Echter, Würzburg 2014, ISBN 978-3-429-04767-2.
- Ein Kamel durchs Nadelöhr? Der Humor Jesu. Herder, Freiburg/Br. 2019, ISBN 978-3-451-38330-4.
- Ehe und Himmelreich. Frau und Mann im Urchristentum. Herder, Freiburg i. Br. 2019, ISBN 978-3-451-38490-5.
- Schweigen. Eine Theologie der Stille. Herder, Freiburg i. Br. 2021. ISBN 978-3-451-38740-1.

### Wissenschaftlich
- Die Gesetzesauslegung Jesu. Ihr historischer Hintergrund im Judentum und im Alten Testament, Teil 1: Markus und Parallelen (WMANT 40). Neukirchen-Vluyn 1972.
- Exegese des Neuen Testaments. Neue Wege vom Text zur Auslegung. Heidelberg 1977, ISBN 3-494-02070-1.
- Die Auferstehung des Propheten und die Erhöhung des Menschensohnes. Traditionsgeschichtliche Untersuchungen zur Deutung des Geschickes Jesu in frühchristlichen Texten (StUNT 13). Göttingen 1976.
- Religionsgeschichtliches Textbuch zum Neuen Testament, (TNT 1). Göttingen 1987, zusammen mit Carsten Colpe.
- Qumran und Jesus. Wahrheit unter Verschluß? Stuttgart 1992.
- Qumran. Funde – Texte – Geschichte. Stuttgart 1998.
- Manna, Mehl und Sauerteig. Korn und Brot im Alltag der frühen Christen. Stuttgart 1993.
- Das Buch der Jubiläen. (JSHRZ II/3) Gütersloh 1981, ISBN 3-579-03923-7.
- Bibelkunde des Alten und Neuen Testaments, Neues Testament. Heidelberg 1980 ISBN 3-8252-0972-5 (Altes Testament mit Horst Dietrich Preuß).
- Einführung in die Formgeschichte. Tübingen 1987.
- Formgeschichte des Neuen Testaments. Heidelberg 1984, ISBN 3-494-01128-1.
- Exegese und Philosophie. (SBS 123/124). Stuttgart 1986, Nachdruck u. d. T.: Die Bibel und ihre philosophischen Feinde. Aachen 2015.
- Hermeneutik des Neuen Testaments. Gütersloh 1988 und Tübingen 1999.
- Historische Psychologie des Neuen Testaments. (SBS 123/124). Stuttgart 1991.
- Theologiegeschichte des Neuen Testaments. Theologie des Neuen Testaments. Tübingen/Basel 1994, 2. überarb. und erw. Ausg. 1995.
- Im Anfang war Johannes – Datierung und Theologie des vierten Evangeliums. ISBN 3-579-05201-2.
- Paulus. C. H. Beck, München 2002, ISBN 978-3-406-47997-7; 2., durchges. Aufl. 2005, ISBN 3-406-47997-9; letzte Auflage als EPUB, ISBN 978-3-406-69127-0.
- Kommentar zum Neuen Testament. Gütersloher Verlagshaus, Gütersloh 2011, ISBN 978-3-579-08129-8 (1051 S.; umfasst das ganze NT).
- Die Apokalypse des Johannes: Kommentar. Herder, Freiburg i. Br. 2017, ISBN 978-3-451-34779-5.
- Leih mir deine Flügel, Engel: Die Apokalypse im Leben der Kirche. Herder, Freiburg i. Br. 2018, ISBN 978-3-451-30613-6.
- Tradition und Offenbarung. Studien zum frühen Christentum. Hg. von Matthias Klinghardt und Günter Röhser. Tübingen/Basel 2006, ISBN 3-7720-8108-8. (Sammlung von Aufsätzen K. Bergers)

### Bibelübersetzung
- Das Neue Testament und frühchristliche Schriften. Insel Verlag, Frankfurt am Main/Leipzig 1999, ISBN 3-458-16970-9 (zusammen mit Christiane Nord).

### Übersetzer und Herausgeber antiker Schriften
- Die griechische Danieldiegese. 1976.
- Das Buch der Jubiläen. 1981.
- Die Weisheitsschrift der Kairoer Geniza. 1989/1996.
- Psalmen aus Qumran. 1994.
- Die Meditationen des Wilhelm von Sankt Thierry. 2001.
- Über den Frieden zwischen den Religionen von Nikolaus von Kues. 2003 (mit Christiane Nord).
- Martin Luthers Auffassungen vom Frieden. 2003.
- Zwischen Welt und Wüste. Worte christlicher Araber. 2006.

### Interviews
- „Ein Almosen für die Medien“. Der Theologe Klaus Berger übt Kritik am Kirchentag und plädiert für eine Besinnung auf die Liturgie. Im Gespräch mit Paul Badde. In: Die Welt, 3. Juni 2003.
- „Ich glaube an Gott, nicht an Wunder“. Interview mit Philipp Gessler. In: taz, 30. November 2017. online

### Zeitungsartikel
- Der Kampf der Auserwählten. Während des Irak-Krieges berief US-Präsident Bush sich oft auf die Botschaft der Bibel. Zu Unrecht, denn die Heilige Schrift ist weder kriegslüstern, noch predigt sie den Einsatz von Gewalt. In: Die Zeit. Nr. 17, 16. April 2003.
- Protestanten, rettet die Katholiken! Vor dem Kirchentag: Plädoyer für eine Ökumene, die keine Mogelpackung ist. In: FAZ. 23. Mai 2003.
- Jesus lacht über die Kirche. Umwertung aller Werte: Das Evangelium nach Judas. In: FAZ, 13. April 2006.
- Die Qual der Geburt. Warum die Gnosis falsch liegt, wenn sie das Göttliche nicht vom Irdischen befleckt sein lassen will. So ist eine Geburt überhaupt nicht göttlich, sondern blutig und kreatürlich. In: Die Welt. 23. Dezember 2006.
- Der Gelehrte der Bibel. Benedikt XVI. hat die Heilige Schrift fruchtbar gemacht und genutzt wie kaum ein anderer, zumal wie kein Papst vor ihm. In: Die Tagespost, Ausgabe vom 12. Januar 2023, S. 9–10. [posthum veröffentlicht]

## Ehrungen
- 1999: Sexauer Gemeindepreis für Theologie
- 2019: Augustin-Bea-Preis

### Festschriften
- Axel von Dobbeler, Kurt Erlemann, Roman Heiligenthal (Hrsg.): Religionsgeschichte des Neuen Testaments. Festschrift für Klaus Berger zum 60. Geburtstag. Tübingen 2000, ISBN 3-7720-2756-3.
- Gerd Theißen (Hg.): Heidel-Berger Apokryphen. Eine vorzeitige Nikolausgabe zum 50. Geburtstag von Prof. Dr. Klaus Berger am 25. November 1990. Heidelberg 1990 (als Manuskript vervielfältigt).[19]